# Alain Hertoghe
Alain Hertoghe, né le 30 juillet 1959 à Anvers, est un journaliste français. Il a grandi à Bruxelles avant d'étudier à l'École supérieure de journalisme de Lille et à l'Université d'État de San Francisco. Il s'installe à Paris à l'automne 1987.
Après plusieurs reportages comme journaliste indépendant en Amérique centrale (Nicaragua, Salvador, Honduras, etc.) et deux ans au sein de la rédaction du 19 heures de RTL-TVI (Bruxelles) au cours des années 1980, il rejoint le quotidien national français La Croix. Responsable successivement des rubriques Amérique latine, Banlieues & Exclusion sociale, Amériques, il est également, de 1987 à 2004, grand reporter, chef adjoint du service Monde et rédacteur en chef adjoint chargé du site Internet du journal.
En février 2004, il est licencié par Bruno Frappat, directeur du quotidien et directeur général du groupe Bayard, à la suite de la publication de son livre La guerre à outrances. Comment la presse nous a désinformés sur l'Irak (Calmann-Lévy, Paris, 2003) dans lequel il analyse et critique la couverture de l'offensive américano-britannique en Irak du printemps 2003 par cinq quotidiens : La Croix, Le Figaro, Libération, Le Monde et Ouest-France.

## Publications
Coauteur de deux autres livres : Vaincre l'exclusion aujourd'hui (Bayard éditions, Paris, 1995) et Le Sentier lumineux du Pérou. Un nouvel intégrisme pour le tiers-monde (La Découverte, Paris, 1989).